# Oleria machadoi
Oleria machadoi is een vlinder uit de familie Nymphalidae. De wetenschappelijke naam van de soort is voor het eerst geldig gepubliceerd in 1962 door Ferreira D'Almeida.